# Tưởng Thư
Tưởng Thư (tiếng Trung: 蒋舒; bính âm: Jiang Shu; ? - ?), không rõ tên tự, là tướng lĩnh nhà Quý Hán thời Tam Quốc trong lịch sử Trung Quốc.

## Cuộc đời
Không rõ quê quán, hành trạng ban đầu của Tưởng Thư. Tưởng Thư quan đến chức Vũ Hưng đốc, bởi vì không xứng với chức vụ mà bị giải chức, được điều đến hỗ trợ Phó Thiêm đóng giữ ải Dương Bình. Thư vì thế mà oán hận.
Năm 263, quân Ngụy xâm phạm, Tưởng Thư bàn với Phó Thiêm rằng: Nay quân địch xâm phạm, mà đóng chặt cửa thành cố thủ, không phải là cách làm tốt vậy. Thiêm đáp: Tuân lệnh giữ thành, bảo vệ được là lập công, giờ trái lệnh xuất chiến, nếu chẳng may thất bại, là chết vô ích. Thư lại nói: Ngài xem việc bảo vệ thành trì là công lao, ta đem việc đánh bại kẻ địch là công lao, mỗi người một chí.
Tưởng Thư dẫn quân ra khỏi thành, Phó Thiêm điều quân ở sau. Thư đến Âm Bình, đầu hàng Hồ Liệt. Liệt thừa cơ đánh úp thành trì, Thiêm cố gắng chém giết, chết trong loạn quân.
Sách Thục ký ghi lại Tưởng Thư mở cửa thành đầu hàng, có khác biệt với Hán Tấn xuân thu. Không rõ kết cục của Tưởng Thư ra sao.

## Trong văn hóa
Trong tiểu thuyết Tam quốc diễn nghĩa, Tưởng Thư xuất hiện ở hồi 112, cùng Phó Thiêm là mãnh tướng đất Xuyên được Khương Duy đề bạt. Khương Duy xuất quân Kỳ Sơn, lấy Thiêm, Thư làm hữu quân, gần thắng thì phải rút. Hai năm sau, Duy lần nữa đánh Kỳ Sơn, cho Tưởng Thư dẫn quân ra Tà Cốc, cùng các tướng mai phục đánh bại Đặng Ngải.
Khương Duy dẫn quân ra Đạp Trung tự thủ, cắt cử Phó Thiêm, Tưởng Thư phòng thủ ải Dương An. Thiêm là chính tướng, Thư là phó tướng. Quân Ngụy tấn công, Phó Thiêm bàn rằng: Quân Ngụy từ xa lại đây, tất nhiên mỏi mệt, dù nhiều cũng không đáng sợ. Chúng ta nếu không xuống ải mà đánh, thì hai thành Hán, Lạc đều hỏng cả. Thư im lặng không nói.
Chung Hội dẫn quân đến, Phó Thiêm trúng kích tướng, nổi giận, sai Tưởng Thư giữ ải, tự mình dẫn 3.000 quân ra đánh. Hội giả thua chạy rồi hội quân đánh bại Thiêm. Thiêm định chạy về thì Tưởng Thư đã đầu hàng, dựng cờ xí Ngụy. Thiêm mắng: Quân vong ân bội nghĩa kia còn mặt nào trông thấy thiên hạ nữa? rồi tử chiến đến cùng, kiệt lực tự vẫn. Có thơ:
Lòng trung trong một lúc,
Tiết nghĩa để nghìn thu,
Thà như Phó Thiêm chết,
Còn hơn sống Tưởng Thư!